# Дмитриенко, Павел Игнатьевич
Павел Игнатиевич Дмитриенко (1920, Березань, Киевская область — январь 1951, Ярославль) — советский военный лётчик, старший лейтенант, штурман звена Гвардейского Бомбардировочного Авиационного Севастопольского полка, награждённый орденами и медалями СССР, в том числе орденом Красной Звезды и двумя орденами Красного Знамени. Народный герой Югославии.

## Биография
Родился в семье Дмитриенко Игната и Дмитриенко (Ганжа) Марты Ивановны, брат Иван, сестра Катерина, тётка Приходько (Ганжа) Ольга Ивановна. В 1938 году окончил Березанскую среднюю школу.
Принимал участие в Великой Отечественной войне.
В РККА с 1939 года Место призыва: Березанский РВК, Украинская ССР, Киевская обл., Березанский район.
Летал на У-2 (ПО-2), на штурмовике ИЛ-2, штурманом (вторым пилотом) на американском среднем бомбардировщике B-25 «Mitchell» .
Служил в 22-й гвардейском авиационном Севастопольском полку дальнего действия. Переименован Директивой Генерального штаба № Орг/10/315706 от 26.12.44 г. в 238-й гв.
Погиб в возрасте 30-ти лет в Ярославле.